# Dalnic
Dalnic (in ungherese Dálnok) è un comune della Romania di 952 abitanti, ubicato nel distretto di Covasna, nella regione storica della Transilvania.
Dalnic ha ottenuto l'autonomia amministrativa nel 2004, quando si à staccato dal comune di Moacșa.